# Under frangipaniträdet
Under frangipaniträdet, (på portugisiska A varanda do frangipani) är en roman från 1997 av Mia Couto. Den är en slags kriminalroman med övernaturliga inslag.
Berättaren är en snickare vid namn Ermelino Mucanga som är död och begraven under ett frangipaniträd. Men han kallas tillbaka till jorden som en ande, som tar sin boning i poliskommissarien Izidine Naíta. Naíta ska undersöka mordet på en föreståndare för ett ålderdomshem. Han är en modern storstadsmänniska, medan de gamla på ålderdomshemmet lever kvar i gamla magiska föreställningar. Där blandas förflutet med nutid och andar med människor.